# Colette Marchand
Colette Marchand (París, 29 de abril de 1925 - Bois-le-Roi, 5 de junio de 2015) es una bailarina y actriz francesa conocida por haber sido nominada en el Oscar a la mejor actriz de reparto por Moulin Rouge.

## Biografía
Colette Marchand no era una auténtica actriz. Era una bailarina de éxito en Francia, que, con tal de aumentar su fama se movió y comenzó a trabajar en Broadway, donde se convirtió en bailarina principal unos años. En este aspecto destacan las danzas en  Les Ballets de París  (1949 y 1950) de Roland Petit y  Two on the Aisle (1951) .
En 1952 dio el salto a la fama por su papel como Marie Charlet en la película  Moulin Rouge  y que le valió una nominación al Oscar a la mejor actriz de reparto. En este tiempo, también fue objeto de algunos servicios fotográficos, principalmente relacionados con su danza. A pesar de eso, su carrera nunca logró afianzarse. De heco, trabajó en dos películas más, musicales, en 1954, Ungarische Rhapsodie y Par ordre du tsar. Ese mismo año participó en un cortometraje también musical: Romantic Youth.

## Filmografía[4]
- 1951: Traité de bave et d'éternité (voz) de Isidore Isou
- 1952: Moulin Rouge de John Huston
- 1954: Ungarische Rhapsodie de Peter Berneis y André Haguet
- 1954: Par ordre du tsar de André Haguet

## Premios y distinciones
Premios Óscar
| Año  | Categoría               | Película     | Resultado |
| ---- | ----------------------- | ------------ | --------- |
| 1953 | Mejor actriz de reparto | Moulin Rouge | Nominada  |